# NGC 1543
NGC 1543 è una vasta galassia lenticolare barrata situata nella costellazione del Reticolo, a una distanza di circa 56 milioni di anni luce dalla nostra Via Lattea.

## Scoperta
La galassia è stata scoperta il 5 novembre 1826 dall'astronomo britannico James Dunlop.

## Descrizione
NGC 1543 è stata utilizzata da Gérard de Vaucouleurs come esempio di galassia del tipo morfologico "(R)SB(l)0/a"  nel suo atlante delle galassie. L'ampio anello esterno che circonda la galassia, identificato con (R) nella classificazione tipologica della galassia, è chiaramente visibile nelle immagini DESI Legacy Imaging Surveys.

## Grouppo di NGC 1566 e Gruppo del Dorado
Secondo uno studio pubblicato nel 2005 da Kilborn et al. NGC 1543 fa parte del Gruppo di NGC 1566 che comprende almeno altre 23 galassie, tra cui NGC 1515, NGC 1522, NGC 1533, NGC 1536, NGC 1546, NGC 1549, NGC 1553, NGC 1566, NGC 1596, NGC 1574, NGC 1581, NGC 1602, NGC 1617, IC 2032, IC 2038, IC 2049, IC 2058 e IC 2085. Il gruppo di NGC 1566 a sua volta fa parte del più esteso Gruppo del Dorado.
Nel suo articolo del 1993, Garcia posiziona NGC 1543 in un più ristretto gruppo di galassie denominato Gruppo di NGC 1553. Tutte le galassie menzionate da Garcia sono incluse anche nel Gruppo del Dorado da Kilborn.